# Albin von Vetsera

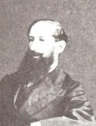
Albin von Vetsera

Albin Johannes Freiherr von Vetsera (* 28. Februar 1825 in Preßburg, Königreich Ungarn als Albin Johannes Vetsera; † 14. November 1887 in Kairo, Osmanisches Reich) war ein österreichischer Diplomat.

## Leben

### Herkunft
Albin Johannes Vetsera war der älteste Sohn des Hilfsamtsdirektors des k.k. Landesgerichts- und Preßburger Stadthauptmanns Bernhard Vetsera (* 1796, † 1870) und der Preßburger Bürgertochter Caroline Ullmann (* 1792 in Preßburg).

### Diplomatische Laufbahn
Albin Vetsera besuchte die Orientalische Akademie in Wien und trat im Frühjahr 1850 in den diplomatischen Dienst.
Seine Laufbahn begann er als Dolmetschergehilfe an der österreichischen Internuntiatur in Bukarest. Im Herbst 1850 kam Vetsera in gleicher Funktion nach Konstantinopel, wo er 1864 die Tochter des Bankiers und Finanzmogul Theodor Baltazzi (* 1788, † 1860) heiratete (siehe Abschnitt „Ehe und Nachkommen“). 1866 wurde er von Kaiser Franz Joseph mit dem Ritterkreuz des Leopold-Ordens ausgezeichnet und aufgrund der Ordensstatuten 1867 in den Ritterstand erhoben. In der Folge kletterte Albin von Vetsera die diplomatische Karriereleiter steil nach oben: 1868 bis 1869 fungierte er als interimistischer Geschäftsträger in St. Petersburg, 1869 wurde er mit der Leitung der Gesandtschaft in Lissabon betraut. Ebenfalls 1869 wurde Vetsera mit dem Ritterkreuz des k.u. Sankt-Stephans-Ordens ausgezeichnet – dem ranghöchsten Zivilverdienstorden der österreichisch-ungarischen Monarchie – und aufgrund der Statuten dieses Ordens Anfang 1870 in den Freiherrnstand erhoben. In dieser Zeit siedelte Vetsera zudem mit seiner Familie nach Wien über. Zwischen 1869 und 1872 war er kaiserlich-österreichischer Gesandter in Darmstadt, anschließend trat er in 'vorläufigen' Ruhestand.
Im Jahre 1880 wurde Albin von Vetsera reaktiviert und wurde 'Österreich-Ungarischer Delegierter bei der internationalen Kommission für die Verwaltung der ägyptischen Staatsschulden'. Seine Familie folgte ihm nicht nach Ägypten, sondern blieb derweil in Wien. Am 17. November 1887 starb Albin von Vetsera plötzlich und unerwartet an den Folgen eines Herzinfarktes in Kairo und wurde auf dem katholischen Friedhof von Kairo bestattet.

### Ehe und Nachkommen

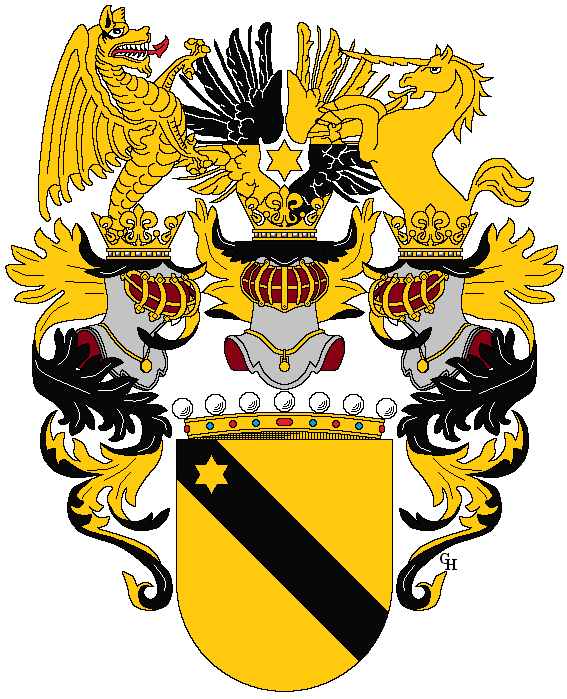
Wappen von Albin Vetsera, verliehen anlässlich seiner Erhebung in den Freiherrenstand

Im Herbst 1850 war Vetsera als Dolmetschergehilfe an die österreichische Botschaft nach Konstantinopel versetzt worden. Während seiner Zeit dort lernte er den Bankier und Finanzmogul Theodor Baltazzi (* 1788, † 1860) und dessen Familie kennen. Baltazzi war Finanzberater des Sultans Abdülmecid I., wodurch er zu beträchtlichen Reichtum gelangte und als der reichste Mann am Bosporus galt. Als Baltazzi 1860 plötzlich und unerwartet starb, hinterließ er ein Vermögen von 10 Millionen Gulden. Vier Jahre später, im Jahre 1864, schloss Vetsera die Ehe mit Theodor Baltazzis Tochter Helene, die als „das reichste Mädchen von Konstantinopel“ bezeichnet wurde. Vetsera hätte Helenes Vater sein können – er war damals neununddreißig Jahre alt, seine Braut erst siebzehn. Von Liebe konnte nicht die Rede sein, es ging hauptsächlich um Geld und Prestige. Die Trauung fand am 2. April 1864 in Konstantinopel statt. Vetsera übernahm für die Geschwister seiner jungen Gemahlin auch die Vormundschaft.
Aus der Ehe mit Helene geb. Baltazzi gingen vier Kinder hervor:
- Ladislaus (genannt „Lazi“) Freiherr von Vetsera (* 1865, † 1881; starb beim Wiener Ringtheaterbrand)
- Johanna Carolina Elisabeth (genannt „Hanna“) Freiin von Vetsera (* 1868, † 1901) ⚭ Hendrik Graf von Bylandt-Rheydt (* 1863, † 1932)
- Maria Alexandrine (genannt „Mary“) Freiin von Vetsera (* 1871, † 1889)
- Franz Albin (genannt „Feri“) Freiherr von Vetsera (* 1872, † 1915; gefallen bei Kolky[6]) ⚭ 1904 Maria Margit Gräfin von Bissingen und Nippenburg (* 1883, † 1944), und hatte aus dieser Ehe drei Töchter

Da Ladislaus und Franz, die beiden Söhne Albin von Vetseras, keine männlichen Nachkommen hinterließen, ist das Geschlecht der Freiherren von Vetsera mit ihnen im Mannesstamm erloschen.

### Wohnsitze in Wien
Ende der 1860er Jahre siedelte Albin Freiherr von Vetsera mit seiner Familie von Konstantinopel nach Wien über und suchte einen entsprechenden Wohnsitz. Ihre Wahl fiel auf ein Gebäude am Donaukanal in der Nähe des Wiener Praters im damaligen Schüttel. Bei dem Gebäude, das Vetsera im Jahre 1870 erwarb, handelte es sich um ein repräsentatives zweistöckiges Haus mit einer breiten Einfahrt und Balkon in der Beletage. In diesem Hause wurden auch die jüngeren Kinder Mary und Franz Albin geboren.
Während Albin von Vetsera von 1880 bis 1887 als 'Österreich-Ungarischer Delegierter bei der internationalen Kommission für die Verwaltung der ägyptischen Staatsschulden' in Kairo fungierte, blieb seine Familie in Wien. Im Jahre 1880 bezog Helene von Vetsera mit ihren vier Kindern ein herrschaftliches Palais (das Palais Salm-Vetsera) in der Salesianergasse 11 im 3. Wiener Gemeindebezirk Landstraße. Helene von Vetsera führte hier ein großes Haus und war um Kontakte in die höchsten adeligen Kreise bemüht. Trotz ihres Reichtums wurde die Familie jedoch von der aristokratischen Gesellschaft nie voll als gleichwertig anerkannt und akzeptiert.

## Ehrungen und Auszeichnungen
Albin von Vetsera war Träger höchster Auszeichnungen:
- 1866: Ritterkreuz des Leopold-Ordens
- 1867: Erhebung in den österreichischen erblichen Ritterstand (Wien, 24. März 1867)
- 1869: Ritterkreuz des k.u. Sankt-Stephans-Ordens
- 1870: Erhebung in den österreichischen erblichen Freiherrnstand (Wien, 30. Jänner 1870)
- 1872: Großkreuz des hessischen Philippsorden[9]